# Pi Sarpaneva
Ann-Mari (Pi) Sarpaneva, född Holmberg 14 december 1933 i Helsingfors, död där 27 december 2019, var en finländsk inredningsarkitekt. Hon var gift med Timo Sarpaneva 1954–1970.
Sarpaneva studerade vid Konstindustriella läroverket 1951–1954. Hon började på 1960-talet intressera sig för kläddesign, när hon för Finn-Flare utformade en serie modeller av Ambiente-tygerna, vilka hennes make designat. Från början av 1970-talet jobbade hon som självständig designer och ritade bland annat elementhus som lämpade sig som sommarhus i skärgården. Sin viktigaste insats gjorde hon i företaget P & M Design, som hon grundade tillsammans med Maj Kuhlefelt. Företaget blev banbrytande i Finland i fråga om design av samtidigt ändamålsenliga och vackra arbetskläder. Tillsammans publicerade de också böcker och artiklar i ämnet.

### Uppslagsverk
- Sarpaneva, Pi i Uppslagsverket Finland (webbupplaga, 2012). CC-BY-SA 4.0